# 巴林部
巴林部（穆麟德轉寫：barin aiman），是明代漠南蒙古內喀爾喀五部之一。名称與元朝的「巴阿邻」部落相同。清朝設為兩個旗。
达延汗建六万户，喀尔喀万户为左翼三万户之一。分掌喀尔喀万户的达延汗之子格列山只台吉西迁为外喀尔喀，纳力不剌台吉南迁为内喀尔喀。纳力不剌台吉之子虎喇哈赤的五个儿子兀把赛、速把亥、兀班、炒花、答补分别管理扎鲁特、巴林、叭要、我着、弘吉剌五部，称“炒花五大营”。速把亥开始本部称为巴林部，清朝兴起重创内喀尔喀，只剩下扎鲁特部、巴林部二部，速把亥孙色特尔等率属归附皇太极。清顺治五年（1648年），编为巴林左、右翼二扎萨克旗，属于昭乌达盟。其牧地被划定于今内蒙古自治区赤峰市的巴林左、右二旗及林西县境内。
巴林部落居住地位于古代的契丹人发源地，故有观点认为认为除达斡尔人外，巴林人也与契丹有关，一些巴林蒙古族妇女的发式与契丹人相似。